# مقاطعة إيري (نيويورك)
مقاطعة إيري (بالإنجليزية: Erie County)‏ هي إحدى المقاطعات في ولاية نيويورك في الولايات المتحدة الأمريكية.

## أعلام
- دورثي ثومبسون
- ريك مارتن
- إلون هوارد إيتون